# Шванталер, Людвиг
Людвиг Михаэль фон Шванталер (нем. Ludwig Michael von Schwanthaler ; 26 августа 1802, Мюнхен, Баварское курфюршество — 14 ноября 1848, Королевство Бавария) — баварский скульптор академического направления, модельщик, литейщик и чеканщик, профессор Мюнхенской академии изобразительных искусств.

## Биография
Людвиг фон Шванталер родился в семье скульпторов из Рид-им-Иннкрайс на территории современной Верхней Австрии; его отцом был академический скульптор Франц Якоб Шванталер (1760—1820), матерью — Клара Лутц. Окончив Гимназию Вильгельма (Wilhelmsgymnasium), с 1818 года он учился в Мюнхенской академии изобразительных искусств под руководством Альбрехта Адама. Смерть отца, оставившего ему в наследство мастерскую с несколькими неоконченными заказами, побудила его перейти от живописи к скульптуре, с которой он уже был отчасти знаком благодаря урокам отца и участию в его работах.
Первыми произведениями молодого скульптора были надгробные памятники. В 1824 году король Максимилиан Иосиф поручил ему изготовить серебряный столовый прибор, украшенный рельефом с изображением сюжета из мифа о Прометее. Шванталер сделал восковую модель прибора, но выполнение последнего из серебра было остановлено вследствие смерти короля и окончено только в 1856 году. После этого по предложению Петера фон Корнелиуса Людвигу было поручено изготовление скульптурного декора мюнхенской Глиптотеки.

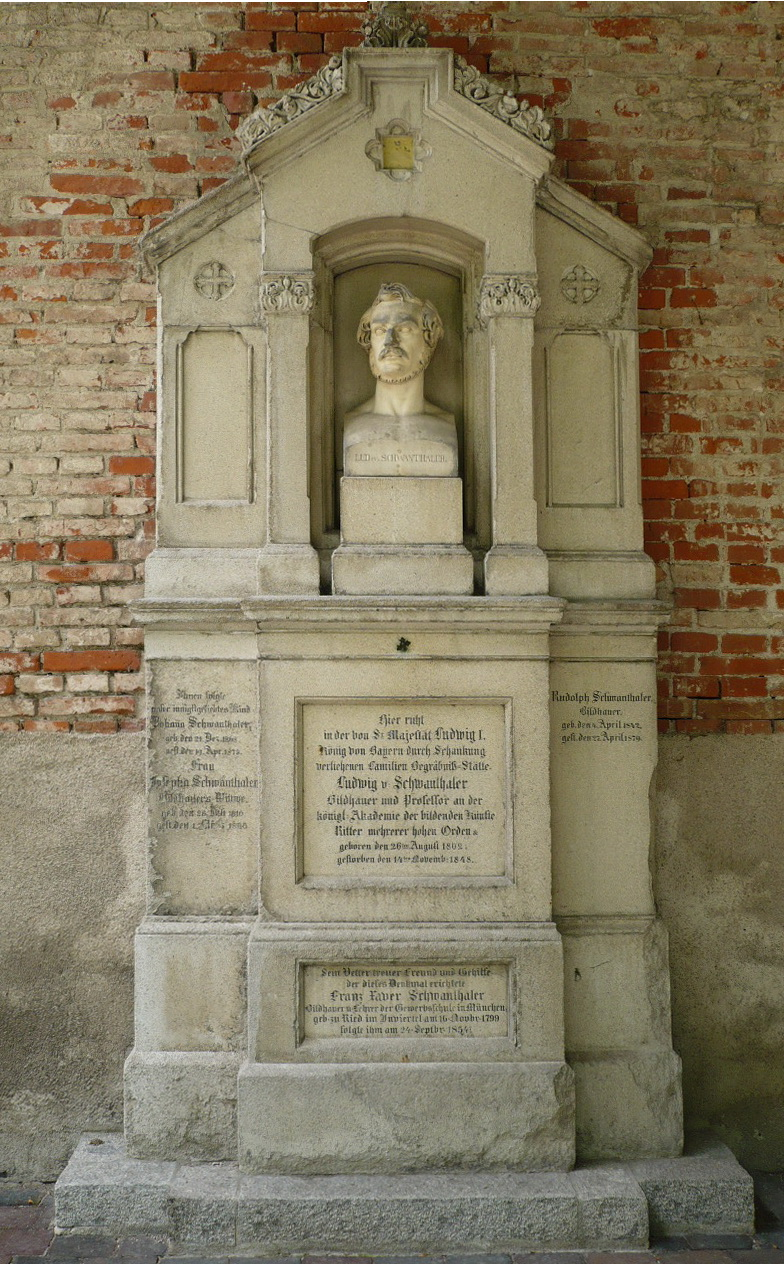
Надгробный памятник Шванталеру. Старое южное кладбище. Мюнхен

Его близость к королю Баварии Людвигу I способствовала тому, что в 1826 году он отправился в Италию в качестве королевского стипендиата, но, вскоре заболев, должен был возвратиться в Мюнхен (1826—1827). Позже Шванталер, получив средства от короля, вновь отправился в Италию и два года провёл в Риме (1832—1834), где подружился с Бертелем Торвальдсеном. Пользуясь его советами и указаниями, Шванталер создал несколько групп для южного фронтона регенсбургской Валгаллы и небольшие модели 24-х статуй живописцев для украшения аттика Мюнхенской Пинакотеки.
Возвратившись в 1834 году на родину, он был назначен профессором Мюнхенской академии изящных искусств, а также Королевской строительной школы (Königlichen Baugewerksschule) и вскоре собрал вокруг себя много учеников. Главным сотрудником его скульптурной мастерской был его двоюродный брат, Франц-Ксавер Шванталер (1798—1854), впоследствии профессор Мюнхенского политехнического училища. Известными учениками мастера были швейцарец Роберт Дорер и Август фон Крелинг.
После скульптур для здания Пинакотеки последовал ряд работ по украшению королевского дворца и разных зданий, которыми король Людвиг I обустраивал свою столицу: скульптурные украшения королевских апартаментов, в том числе обширный фриз, изображающий легенду об аргонавтах, рельефы на сюжеты из творений Гесиода, Пиндара, Эсхила, Софокла и Аристофана, композиции на темы из «Одиссеи» и из мифа об Афродите, двенадцать колоссальных статуй государей Вительбахского дома и многое другое.
В числе монументальных произведений Людвига Шванталера, выполненных в мраморе и бронзе, широко известны группы двух фронтонов Валгаллы, из которых группа южного фронтона, состоящая из 15 фигур, создана по эскизу Кристиана Даниэля Pаyxa, a группа северного фронтона, также с 15 фигурами («Битва Германа с римлянами»), скомпонована и вылеплена самим Шванталером.
По проекту архитектора Лео фон Кленце Людвиг Шванталер разрабатывал скульптурную часть монументальных Пропилеев в Мюнхене на площади Кёнигсплац (1846—1862). На скульптурном фризе изображены эпизоды борьбы греков против турецкого владычества, во фронтоне — изображение первого греческого короля Оттона на троне в окружении придворных.
В отличие от многих других академических скульпторов Шванталер лепил модели из глины и гипса сам, а также, обладая достаточными познаниями, участвовал в отливке статуй из бронзы, их чеканке и тонировании.
Самое значительное из монументальных произведений Шванталера — громадная (высотой в 18,5 м) бронзовая статуя Баварии, воздвигнутая в Мюнхене перед «Галереей Славы».
Из работ Л. Шванталера в жанрах исторической и портретной скульптуры наиболее известны статуи для памятников великого герцога баденского Карла Фридриха в Карлсруэ, певца Фрауенлоба в майнцском соборе, Моцарта на Моцартплац в Зальцбурге, императора Рудольфа Габсбургского в Соборе Шпейера, великого герцога Людвига гессенского в Дармштадте, Гёте во Франкфурте-на-Майне, маркграфа Фридриха-Александра Бранденбургского в Эрлангене, графа Тилли и князя Вреде в галерее полководцев в Мюнхене, канцлера Вигулия Крейтмайра там же и шведского короля Карла XIV в Норрчёпинге.
Известны также статуи Венеры, Дианы, Весты, Аполлона, Амура, Бахуса и Пана в висбаденском дворце, выполненные из песчаника, и две беломраморные фигуры танцовщиц. Известностью пользуется распространённый во многих бронзовых и гипсовых отливках «Щит Геркулеса», который Л. Шванталер начал лепить в Риме и окончил в Мюнхене; он украшен барельефом, сочинённым в эллинском духе и изображающим в 140 фигурах главные эпизоды повествования Гесиода о богах древней Греции.
4 сентября 1842 года во время церемонии открытия памятника Моцарту, созданного Шванталером и отлитого Иоганном Баптистом Штигльмайером, скульптору было присвоено звание седьмого почётного гражданина города Зальцбурга. Он также был награждён рыцарским крестом ордена «За заслуги перед Баварской короной» (1844). Стал почётным гражданином Франкфурта-на-Майне и Вены.
Скульптор скончался преждевременно в сорок шесть лет от осложнений подагры, которой он мучился многие годы. Похоронен на Старом южном кладбище Мюнхена. Гробница была заказана в 1850 году Людвигом I и выполнена двоюродным братом и другом Людвига Шванталера Францем Ксавьером Шванталером. Там же были похоронены он сам, а также жена Людвига Шванталера Йозефа и его дочь Иоганна.
Своё обширное собрание моделей и рисунков Шванталер завещал баварскому правительству. В 1837 году его художественная мастерская, в которой хранились модели, оставшиеся после смерти автора, была превращена в Шванталеровский музей (Schwanthaler-Museum); во время Второй мировой войне музей был разрушен. В истории искусства это был один из первых мемориальных музеев художника.

## Галерея

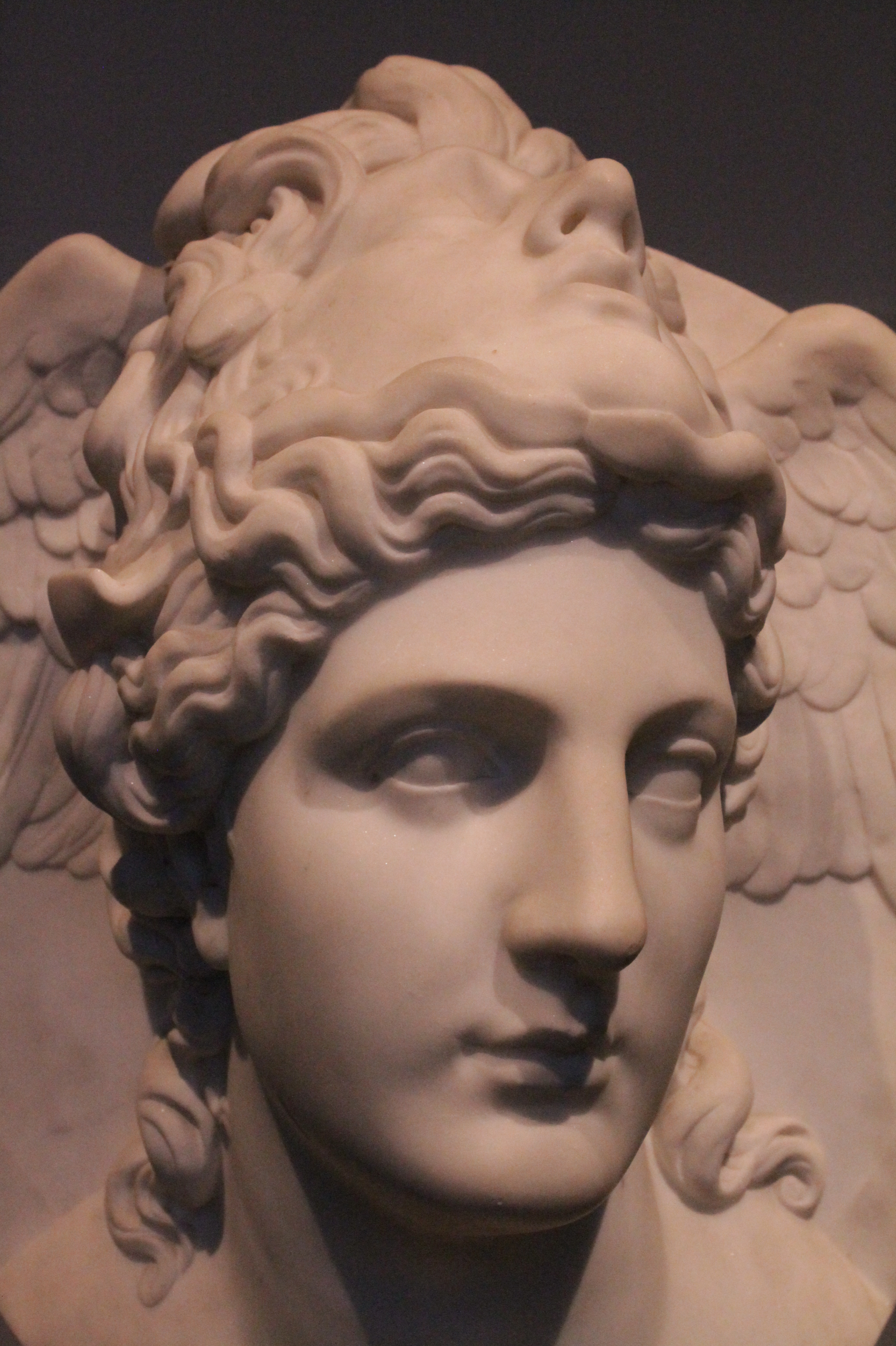
Aфина с головой медузы. Деталь. 1840. Мрамор. Альбертина, Дрезден
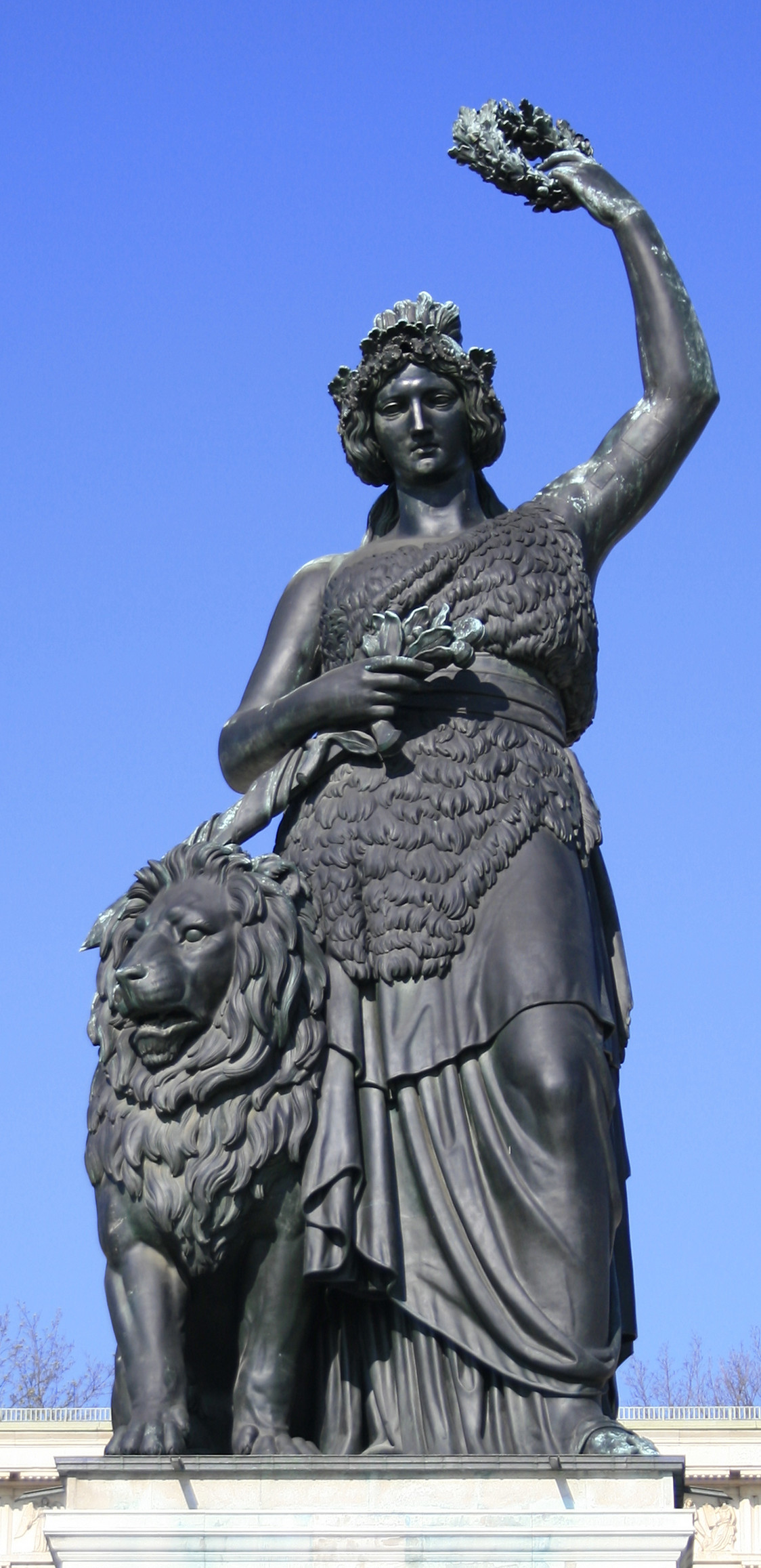
Статуя «Бавария». 1850. Бронза. Мюнхен
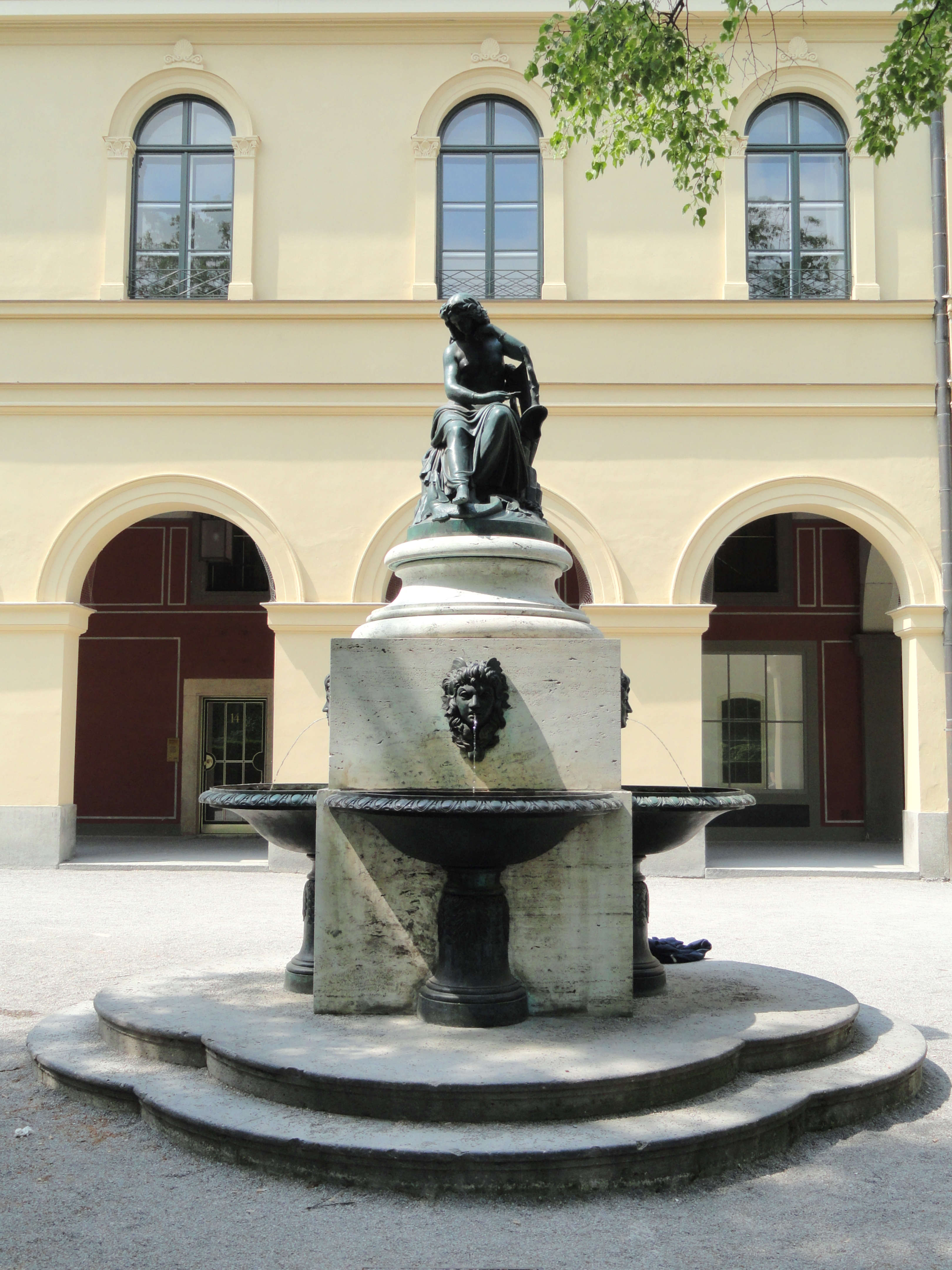
Фонтан нимфы. 1853. Хофгартен, Мюнхен
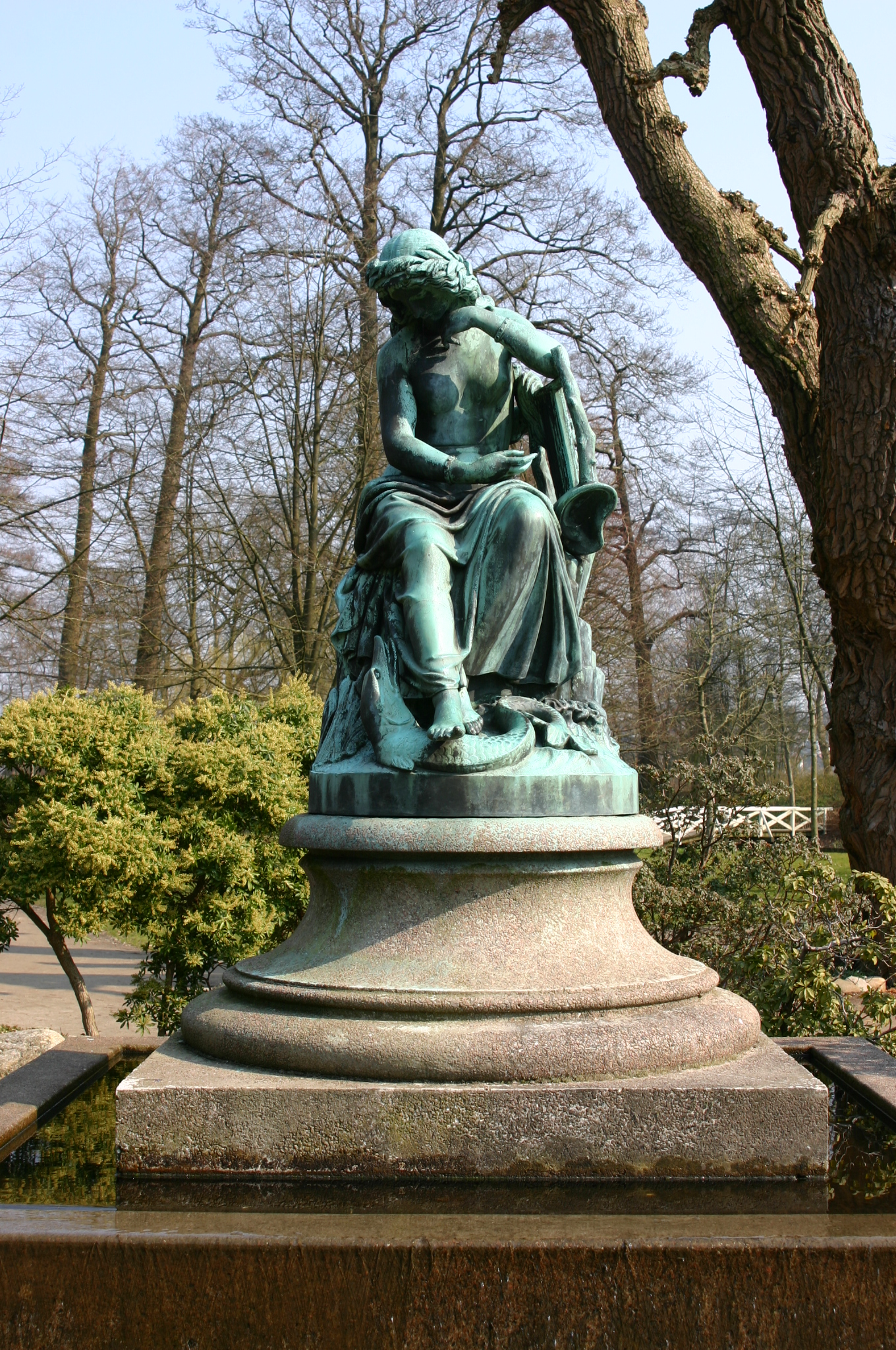
Женщина-источник. Бронза. Выборг
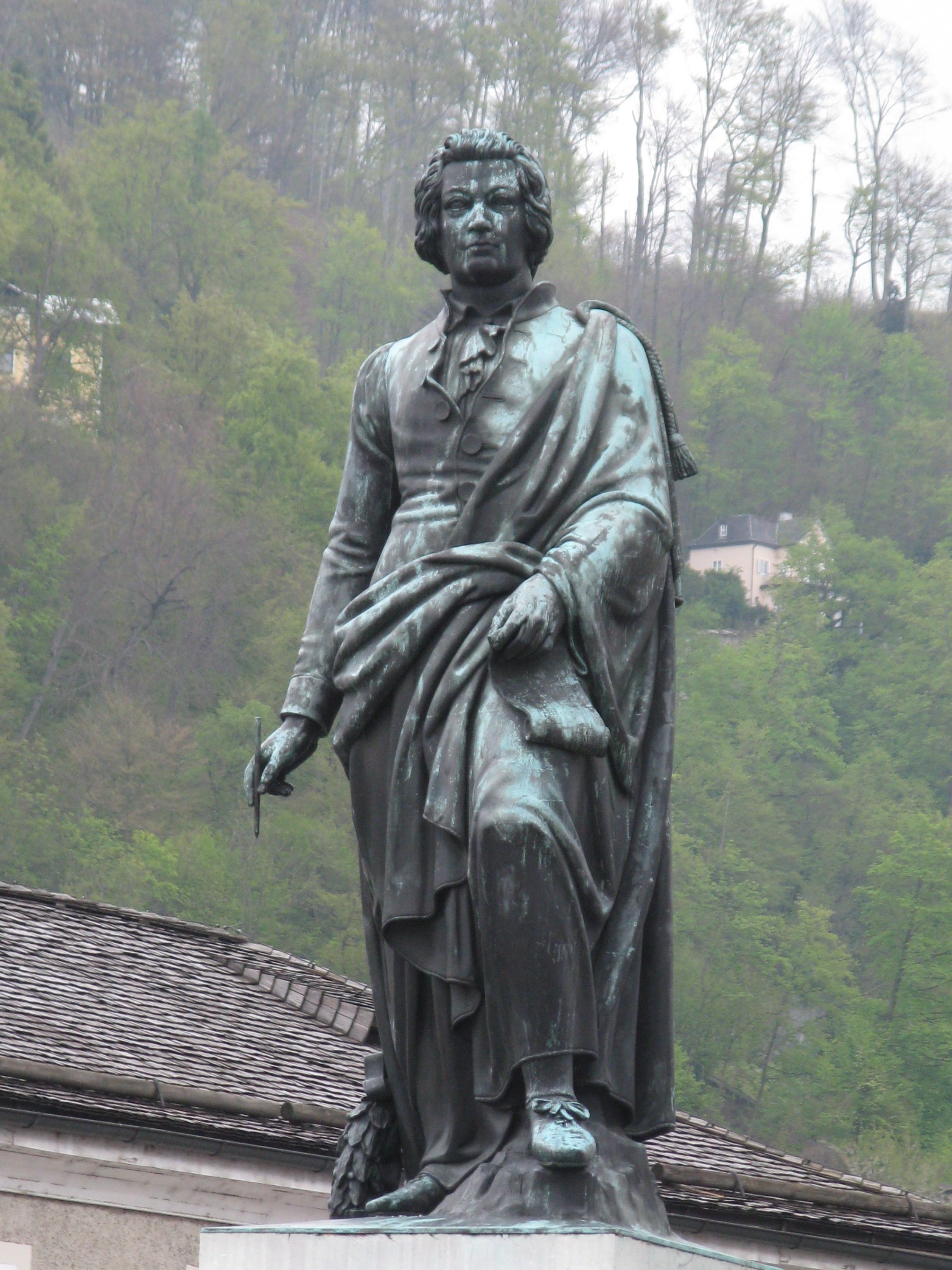
Памятник Моцарту. Зальцбург
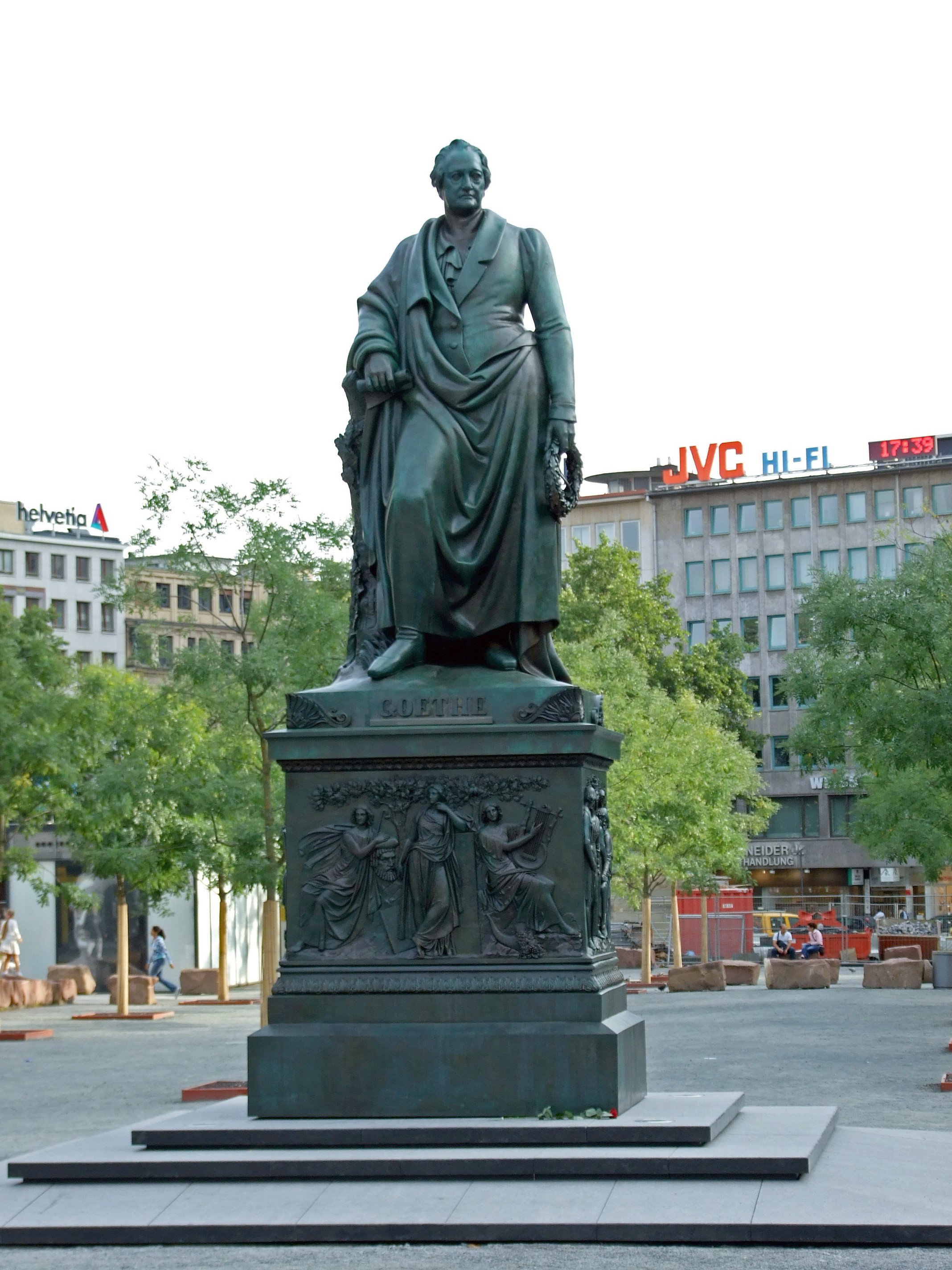
Памятник И. В. фон Гёте. 1844. Франкфурт-на-Майне
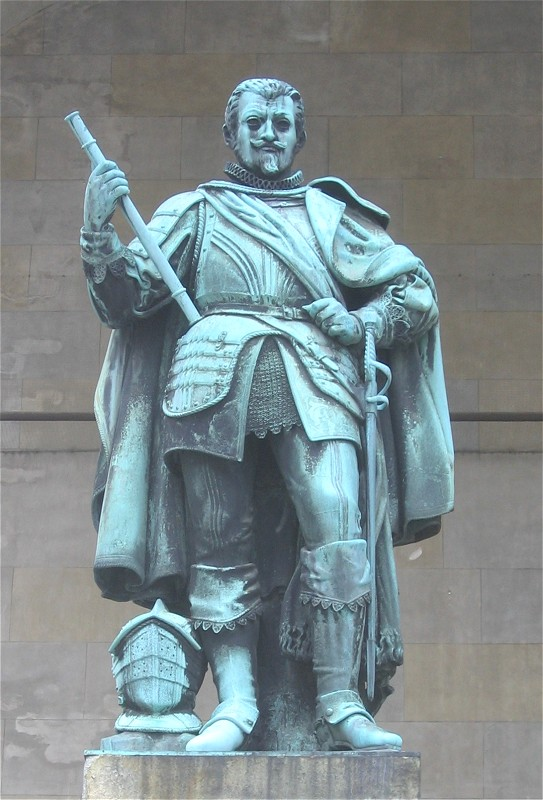
Статуя Церкласа, графа Тилли. Фельдхернхалле, Мюнхен
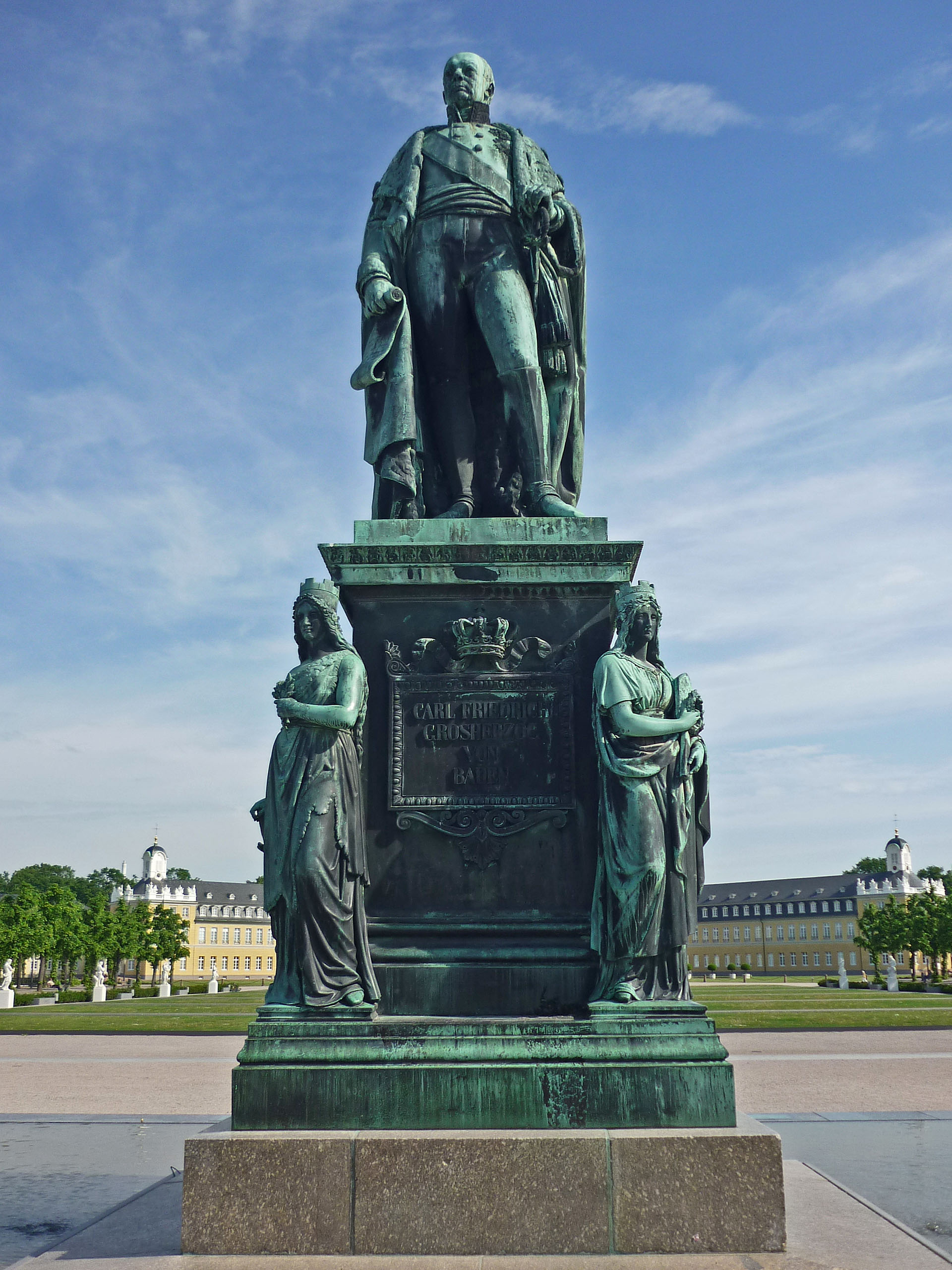
Памятник великому герцогу баденскому Карлу Фридриху. 1844. Карлсруэ
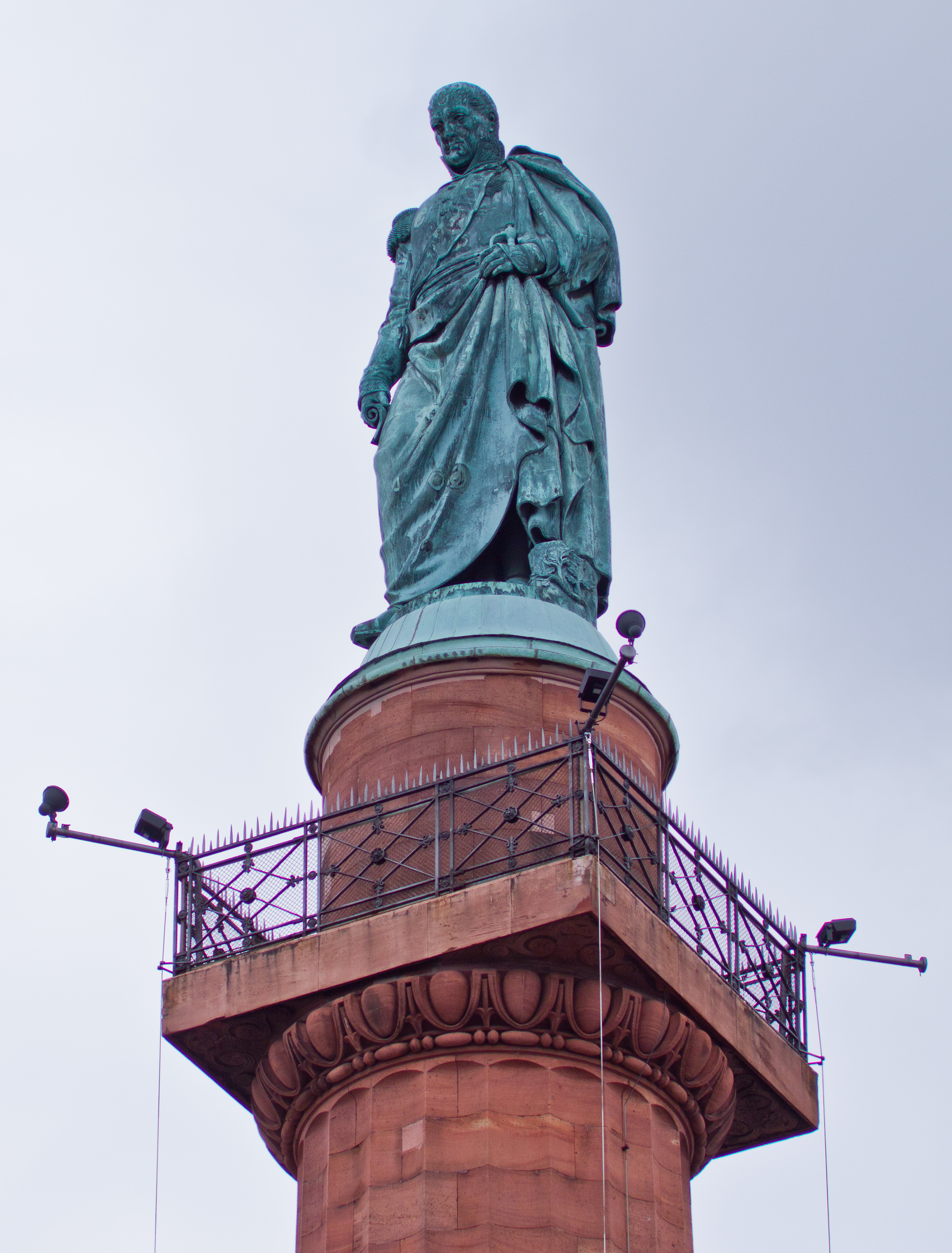
Памятник великому герцогу Людвигу гессенскому. 1844. Дармштадт
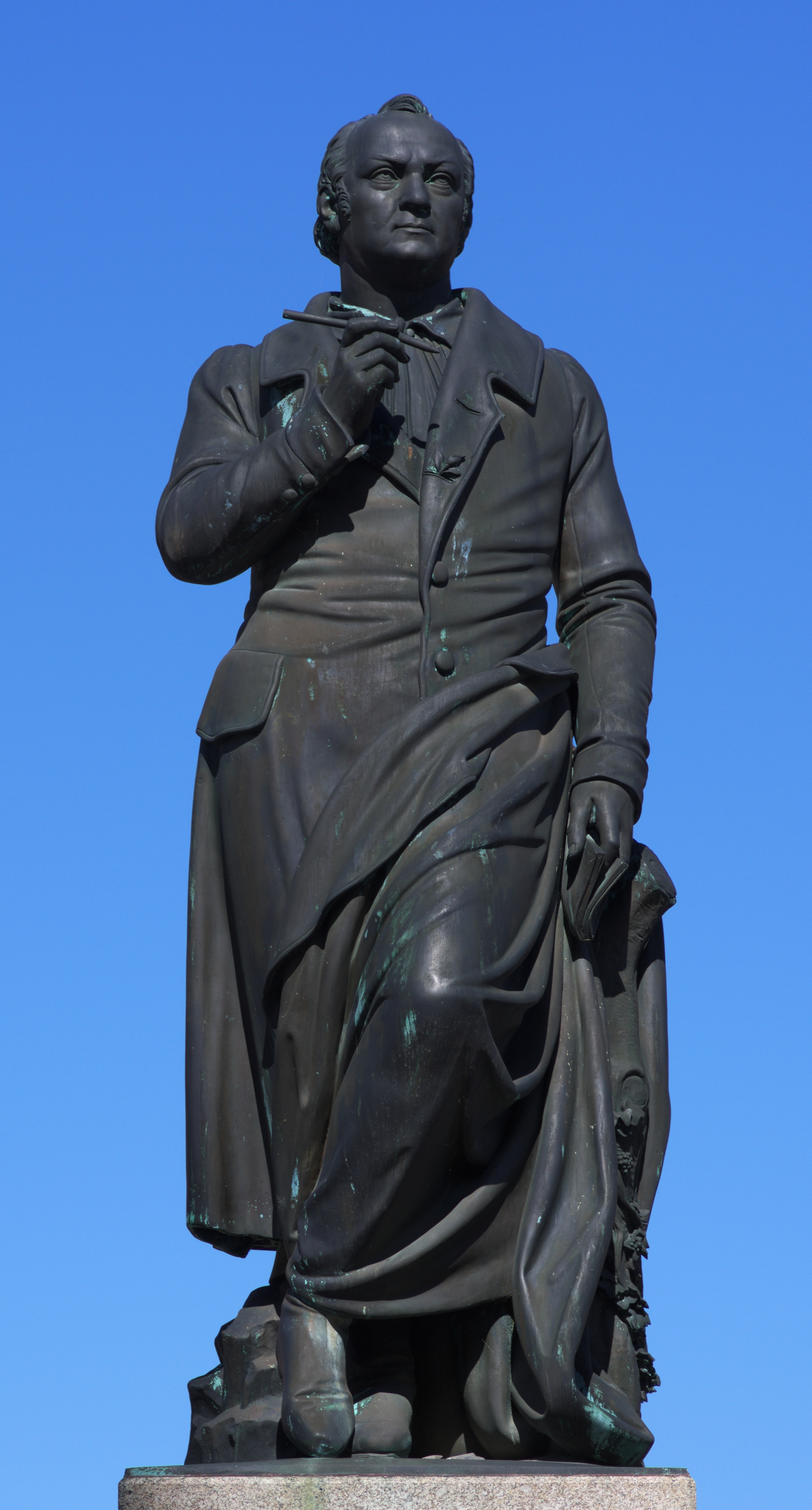
Памятник Жану Полю. 1841. Байрейт
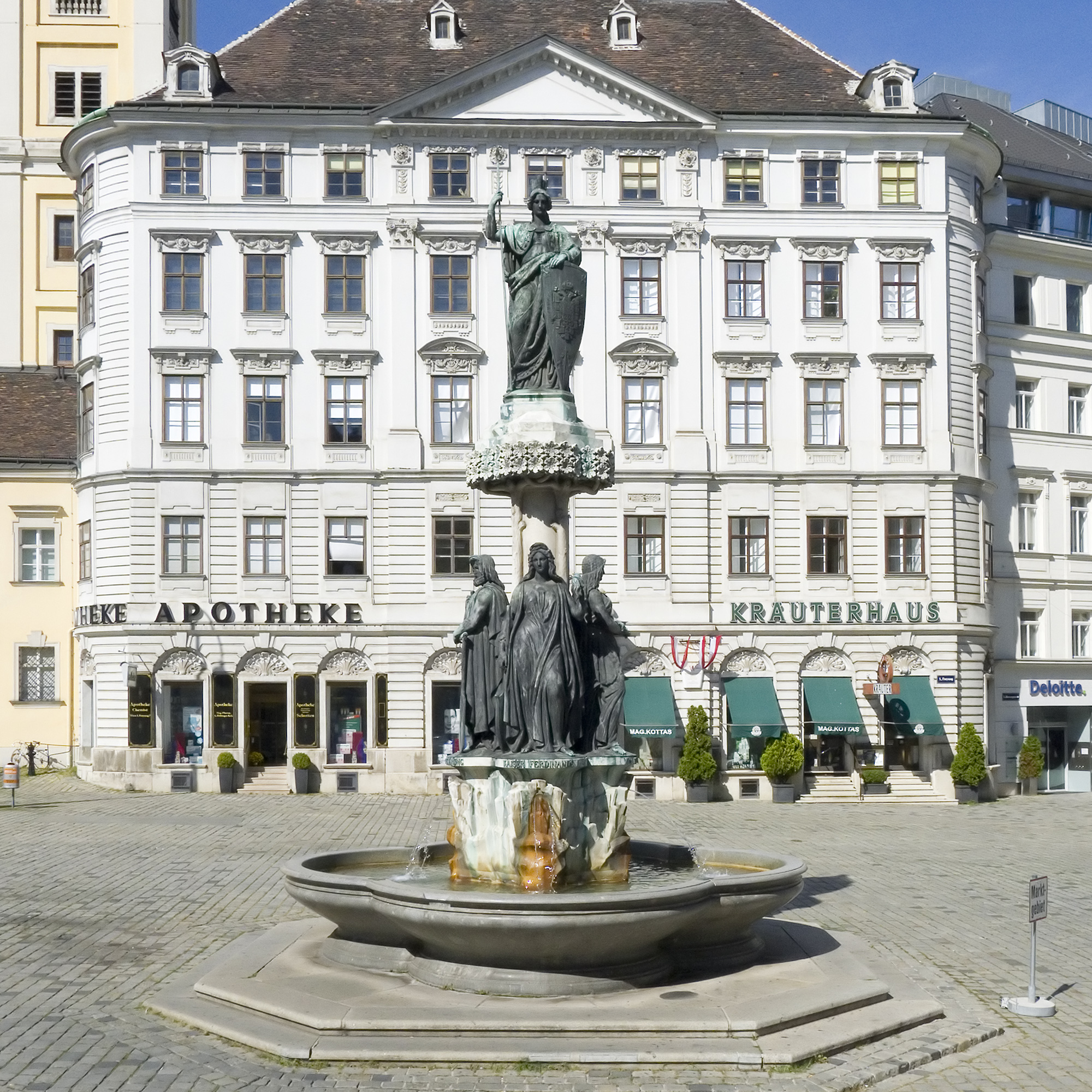
Фонтан «Фонтан Австрия». Вена
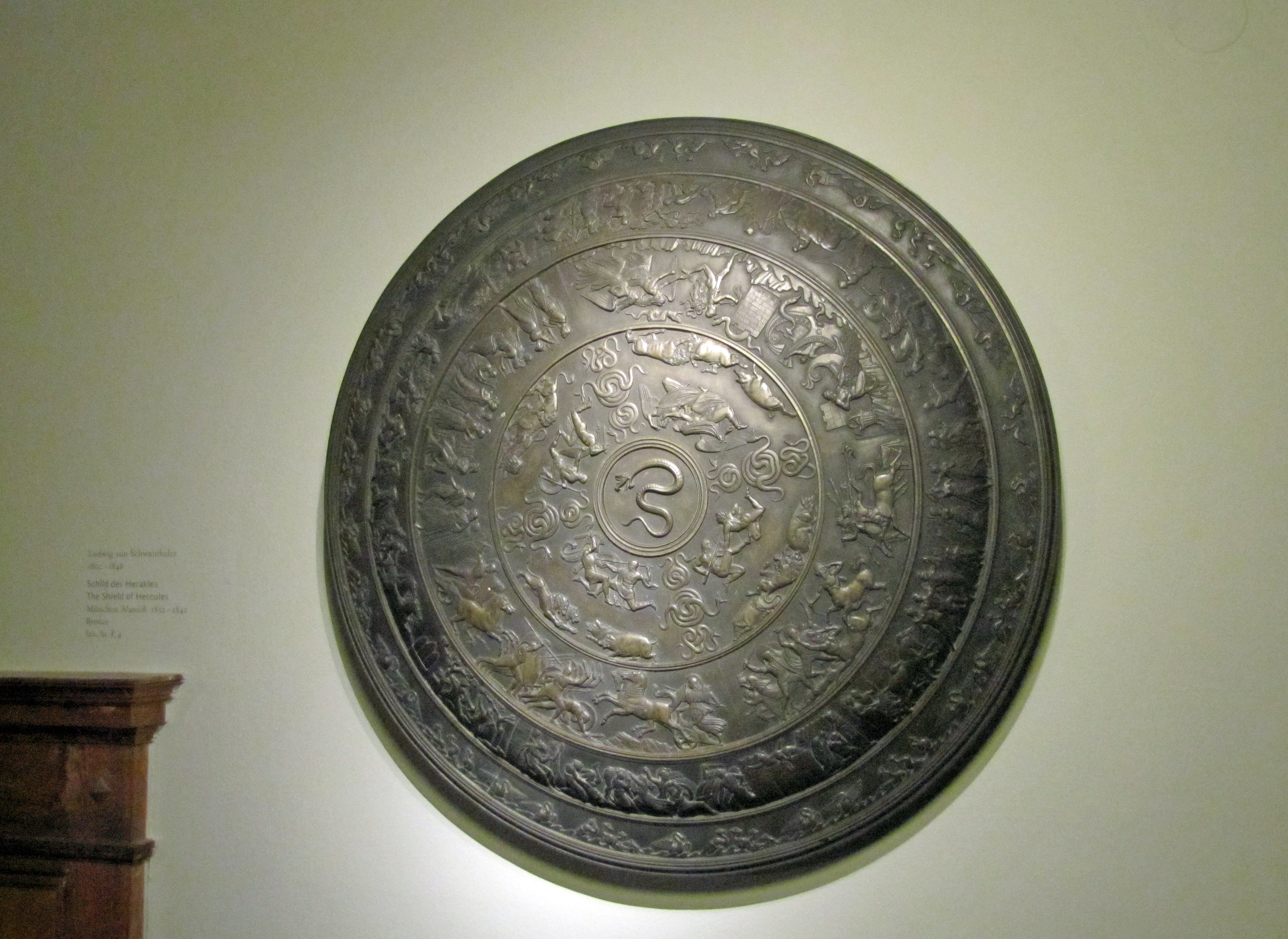
Щит Геркулеса
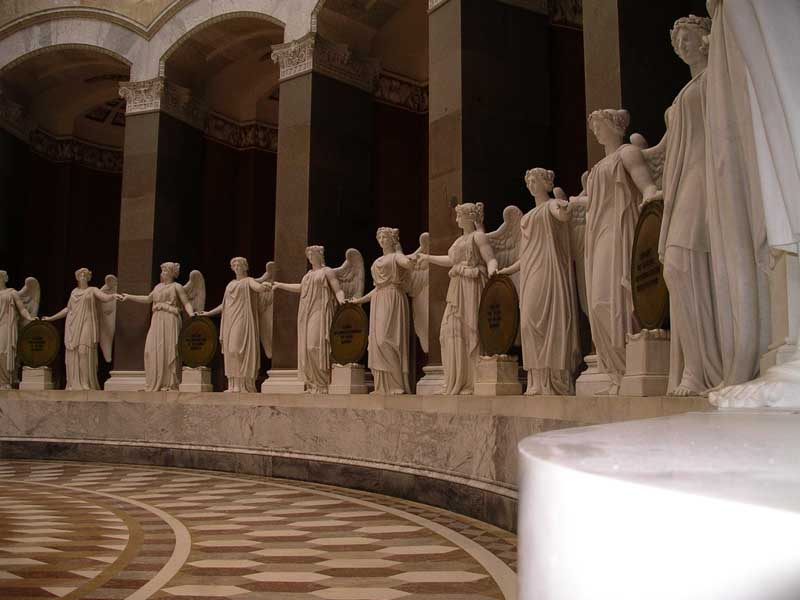
Фигуры «Побед». Зал Освобождения. Кельхайм, Бавария
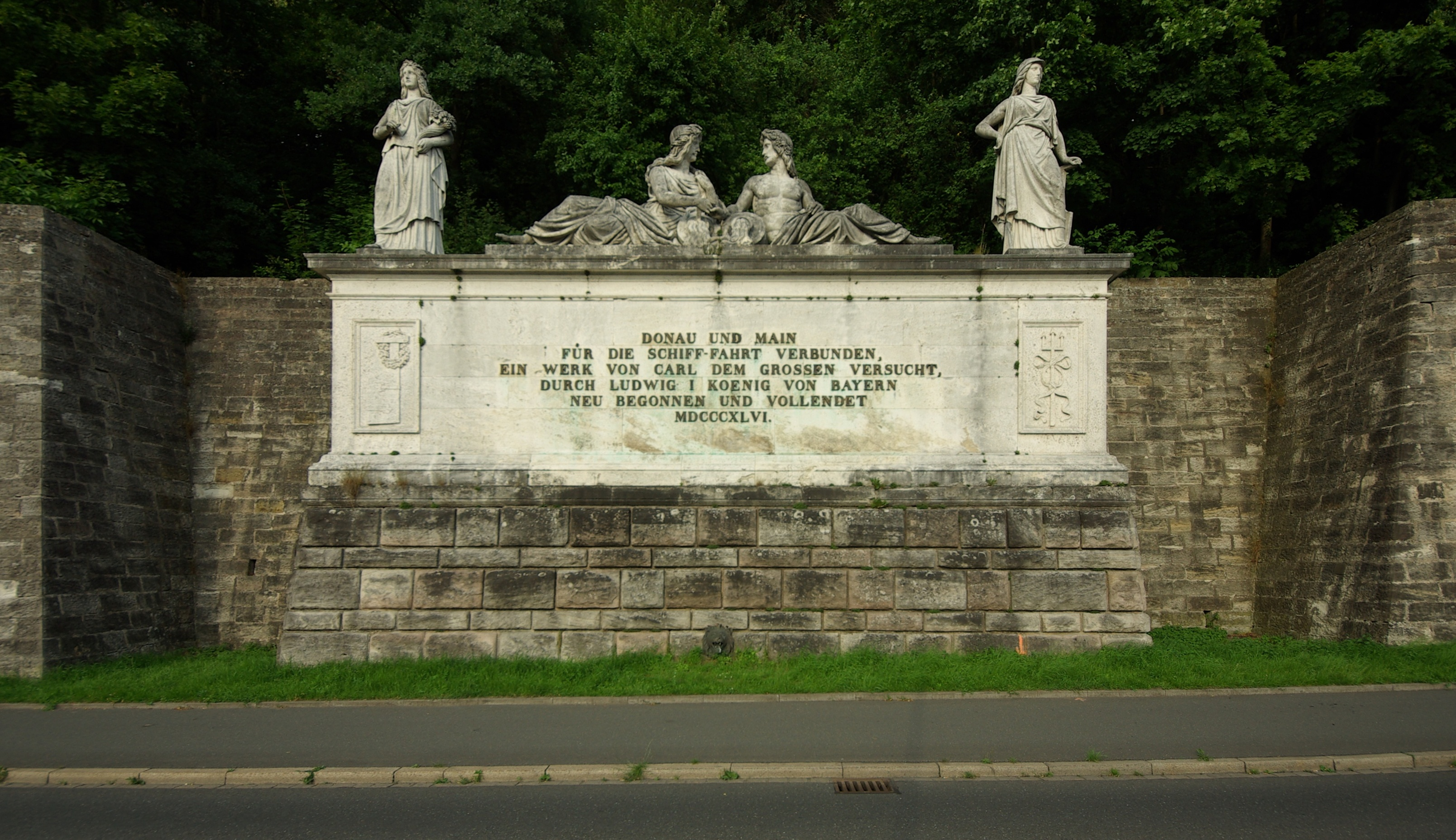
Памятник Каналу Людвига (Ludwig-Donau-Main-Kanals). 1846. Эрланген